# Хърбърт Шелтън
Хърбърт Макголфин Шелтън (на английски: Herbert Macgolfin Shelton) е американски лекар, застъпник на алтернативната медицина, автор, пацифист и вегетарианец.

## Биография
Роден е на 6 октомври 1895 година в Уайли, Тексас, САЩ, в семейството на Томас Мичъл Шелтън (Thomas Mitchell Shelton) и Мери Франсиз Шелтън (Mary Frances Shelton). Като дете Шелтън се интересува много от животните, от техните навици и особено от състоянието им по време на боледуване.
Много рано открива грешките и несъстоятелността на всички добре познати лечебни терапии и започва сам да изследва метода доказващ, че здравето се поддържа единствено чрез правилен начин на живот. Целта на живота му става да избави хората от страха и невежеството им по отношение на болестите и да ги научи как могат сами да си помогнат по пътя към доброто здраве, което е рождено право на всекиго.
Повече от половин век ръководи собствено здравно заведение, където хора от цял свят в различно здравословно състояние и с различен стадий на болестите, от които страдат, идват да предприемат гладуване и да се научат как да запазят здравето си.
Номиниран е от Американската вегетарианска партия за кандидат президент на САЩ и участва в президентските избори през 1956 г.
От 1972 г. (на 77-годишна възраст), той е напълно прикован на легло от дегенеративни нервно-мускулни заболявания. 13 години по-късно, на 1 януари 1985 г., въпреки многото опити да подобри собственото си здраве, д-р Хърбърт Шелтън умира.